# 恩达亚佛塔
恩达亚佛塔（意为宫塔），又译恩杜亚佛塔，缅甸曼德勒的佛塔，建于1847年，由贡榜王朝蒲甘王主持修建。塔址原本是蒲甘王即位前的避暑住处。佛塔高35米，通体贴金。

## 建筑
佛塔形制和蒲甘王朝时代的瑞喜宫佛塔、明加拉泽迪佛塔类似。塔内供奉有一尊玉髓佛像，是1839年由印度菩提伽耶运抵此塔。塔院四角各有一座较小的塔。

## 图册

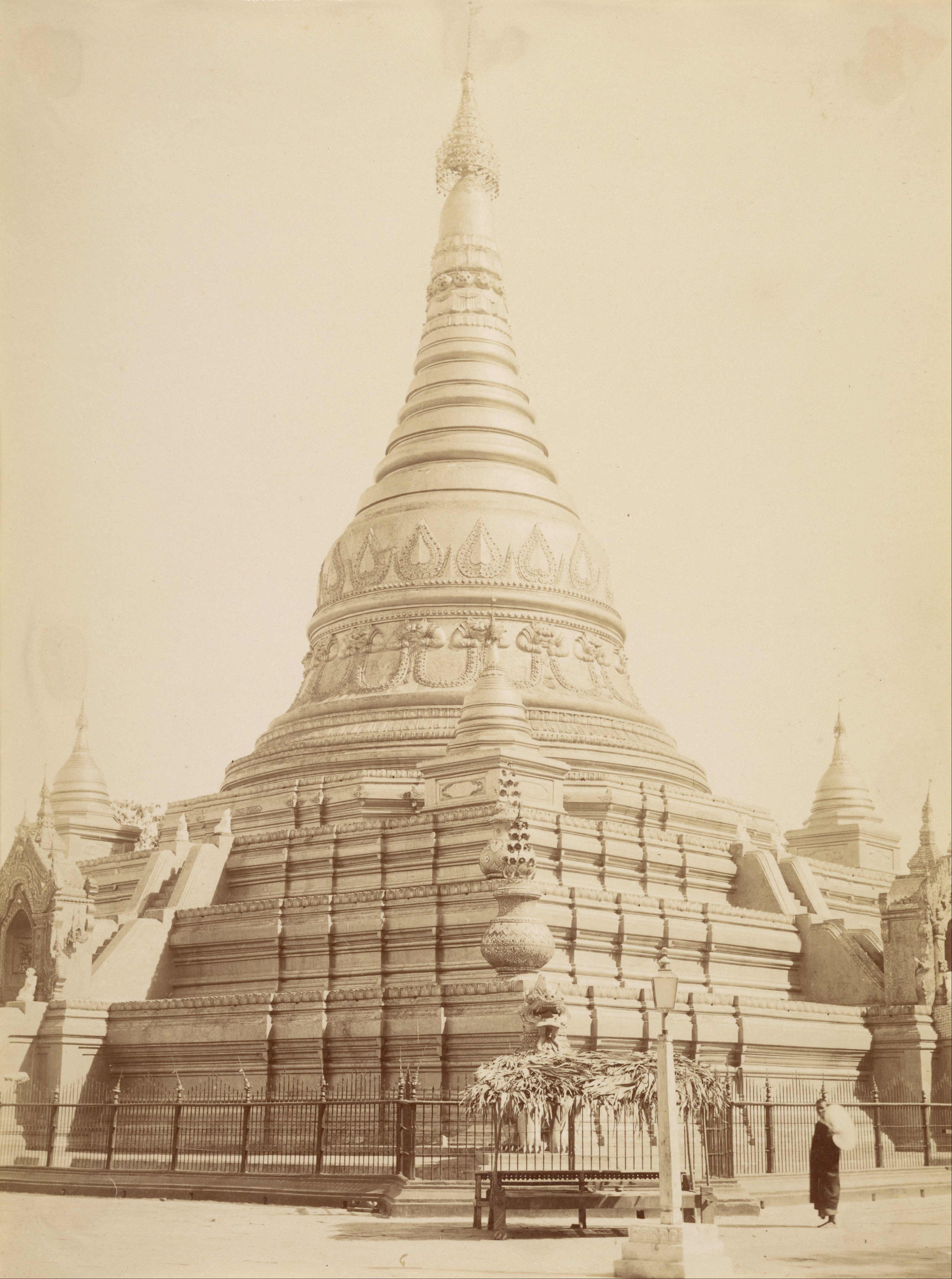
費利斯·比托摄于约1890年
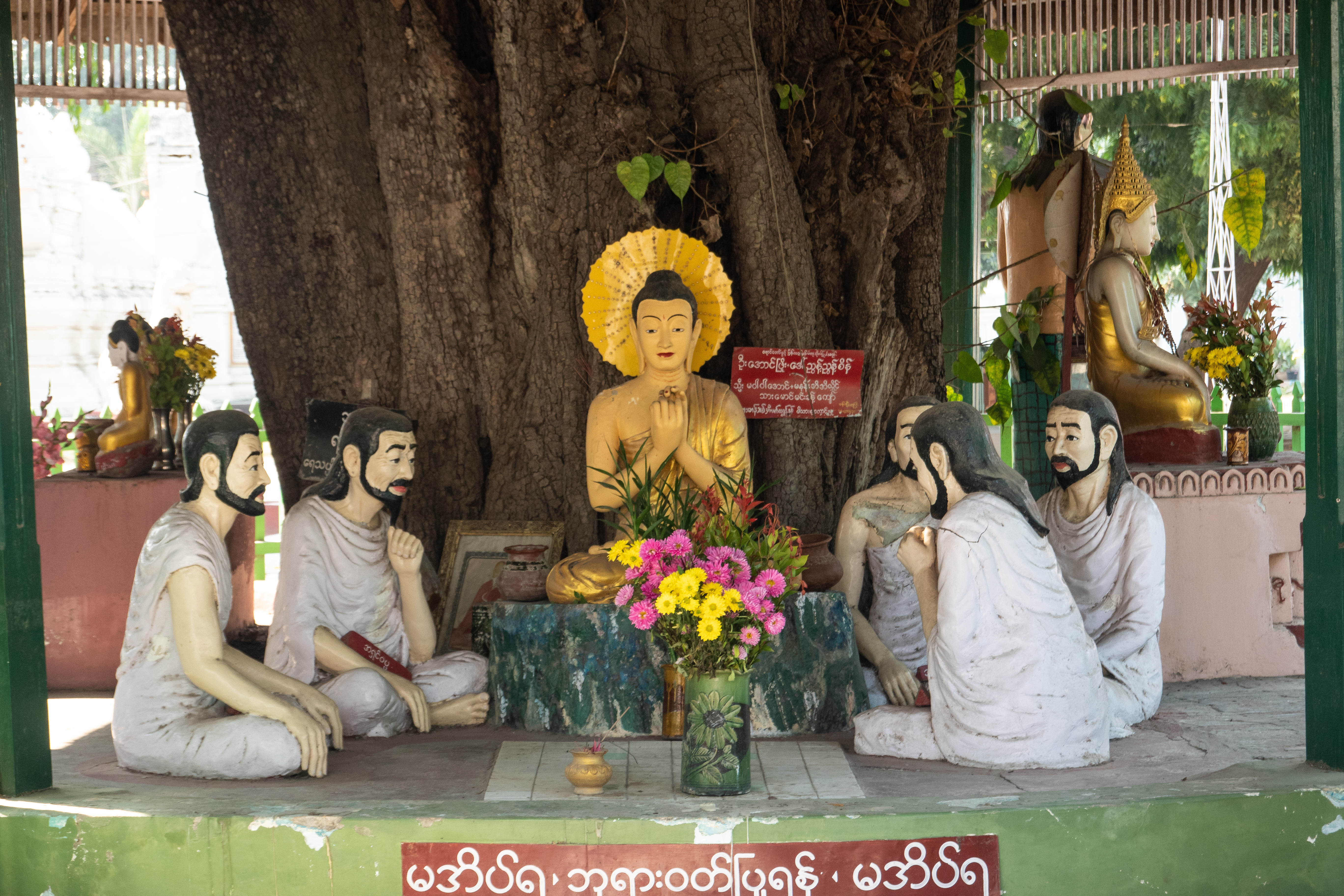
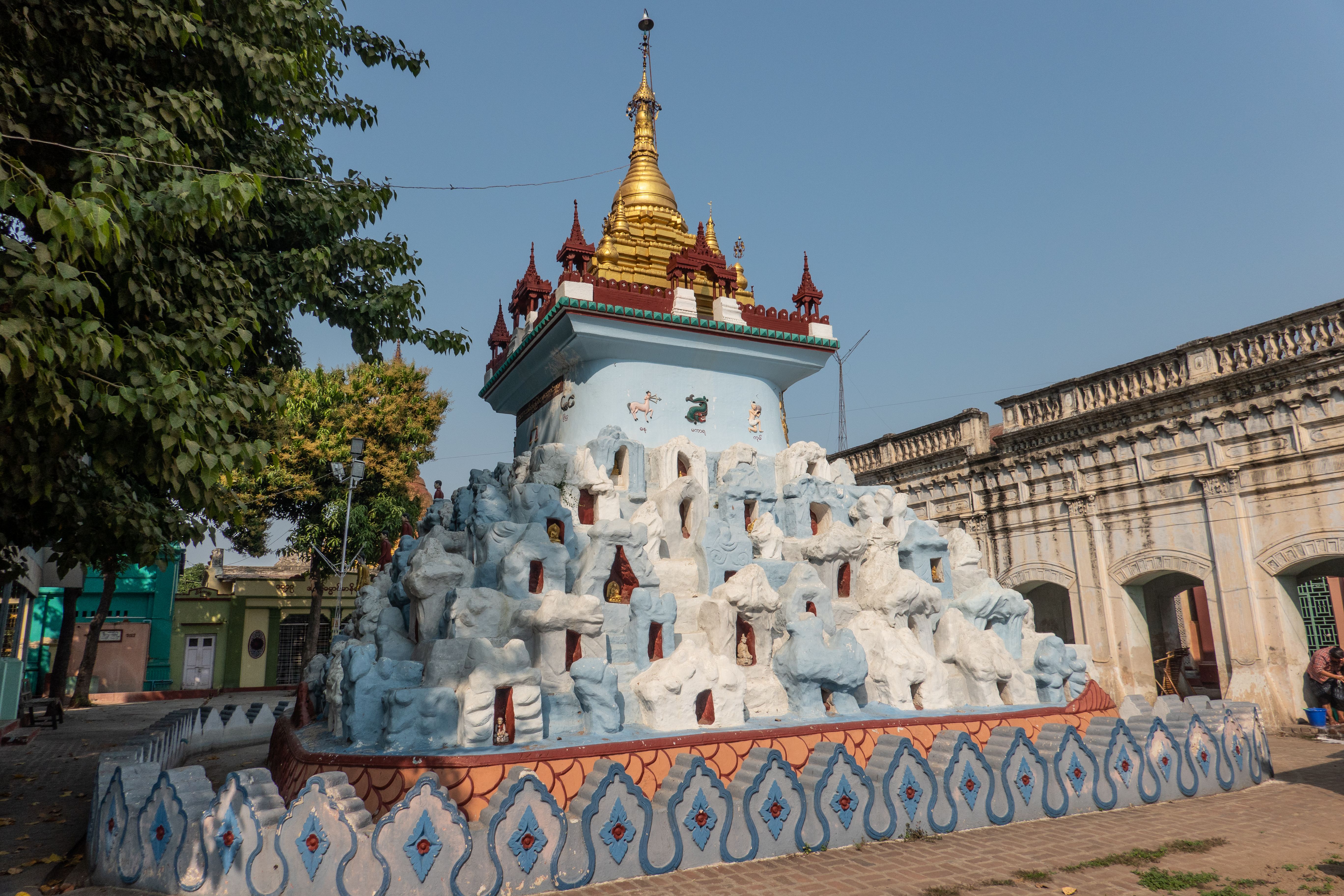
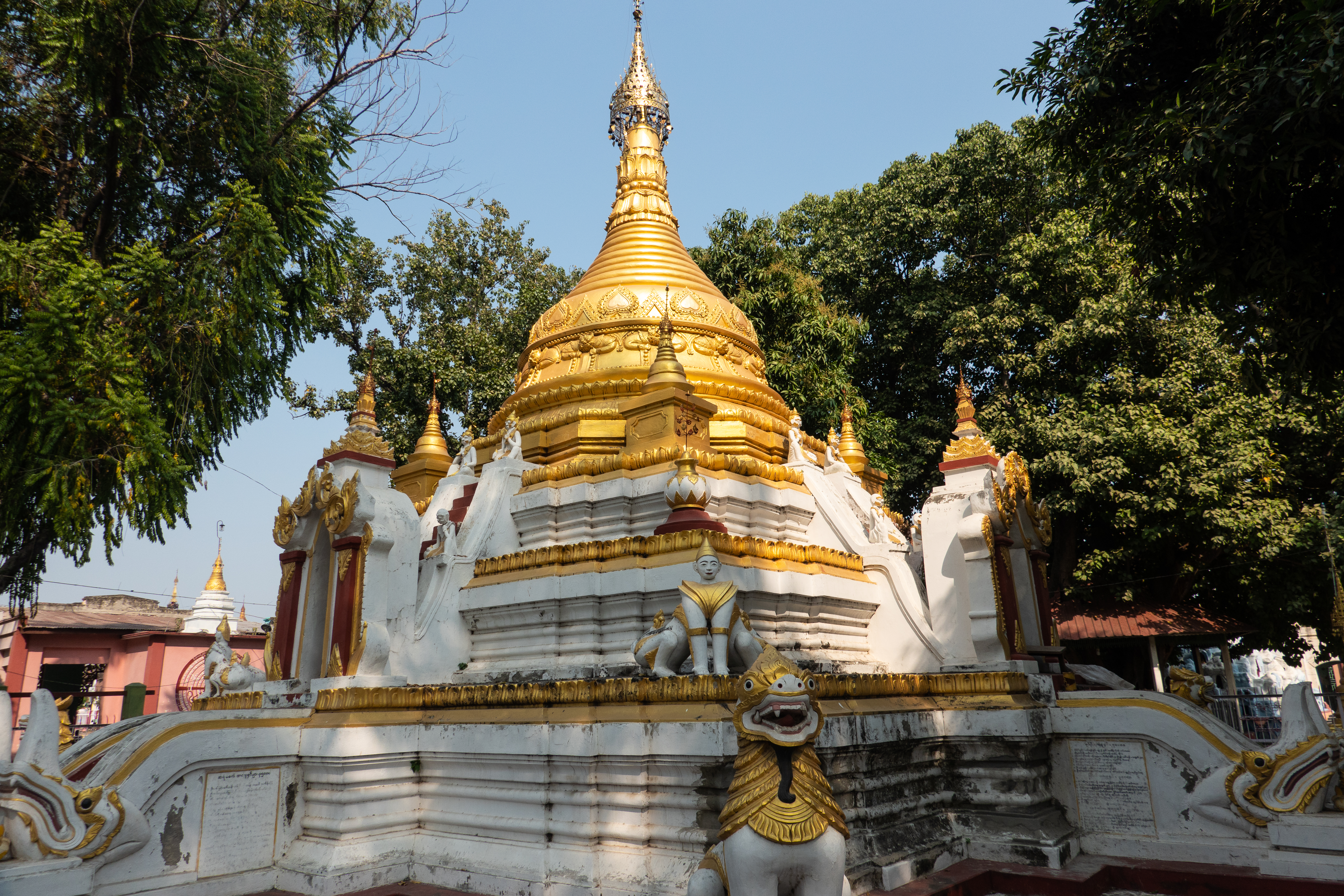
塔院内的小塔
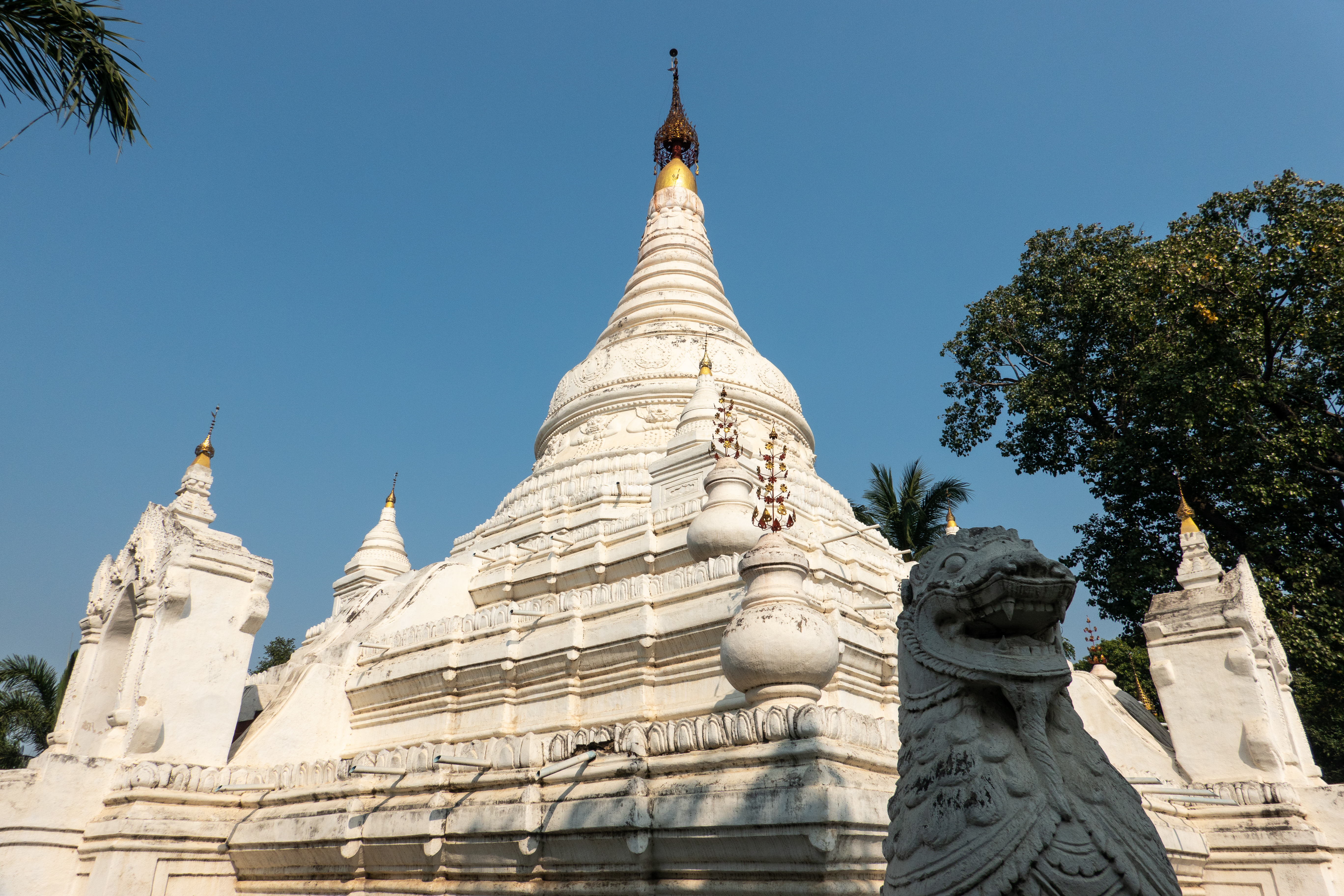
塔院内的小塔
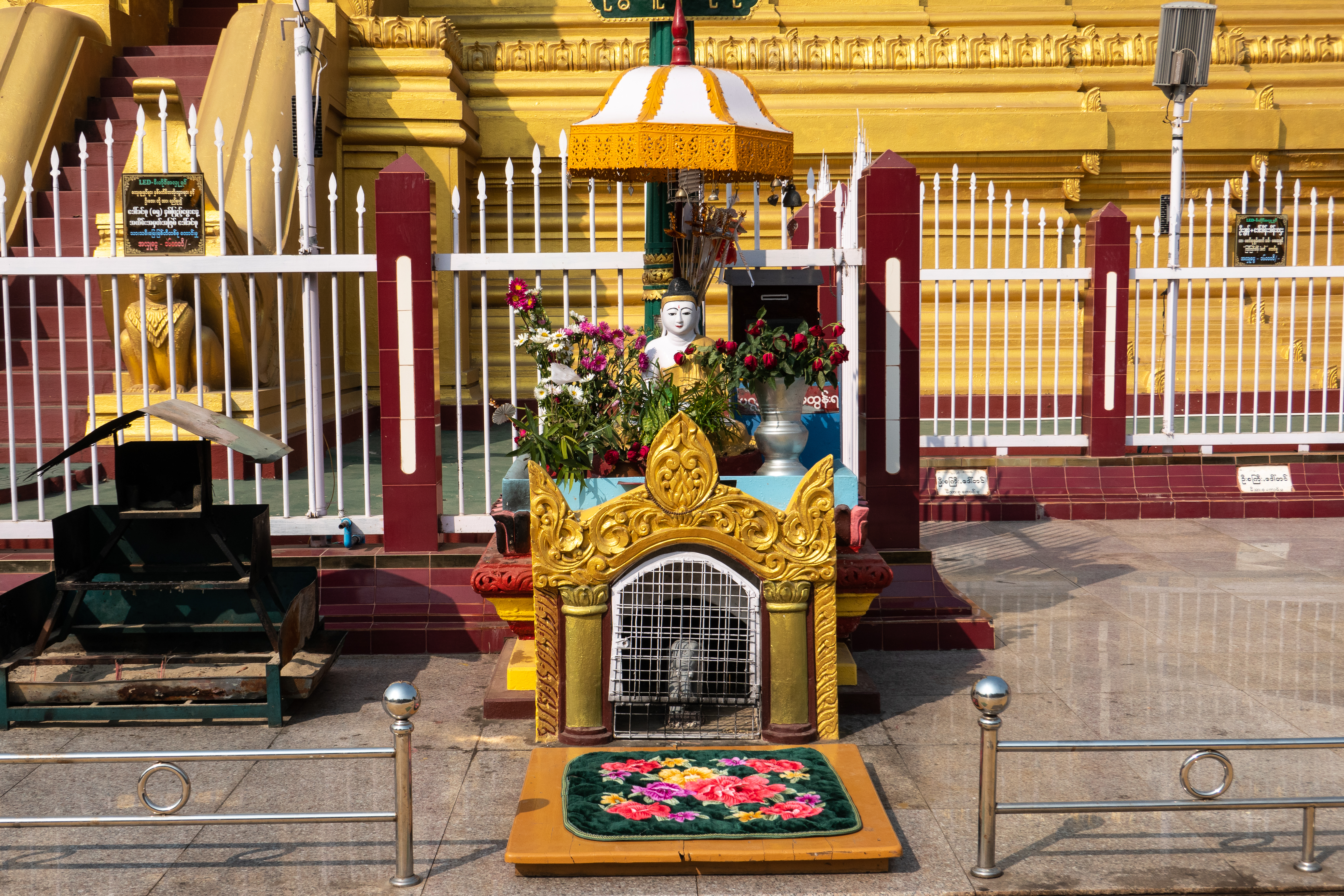
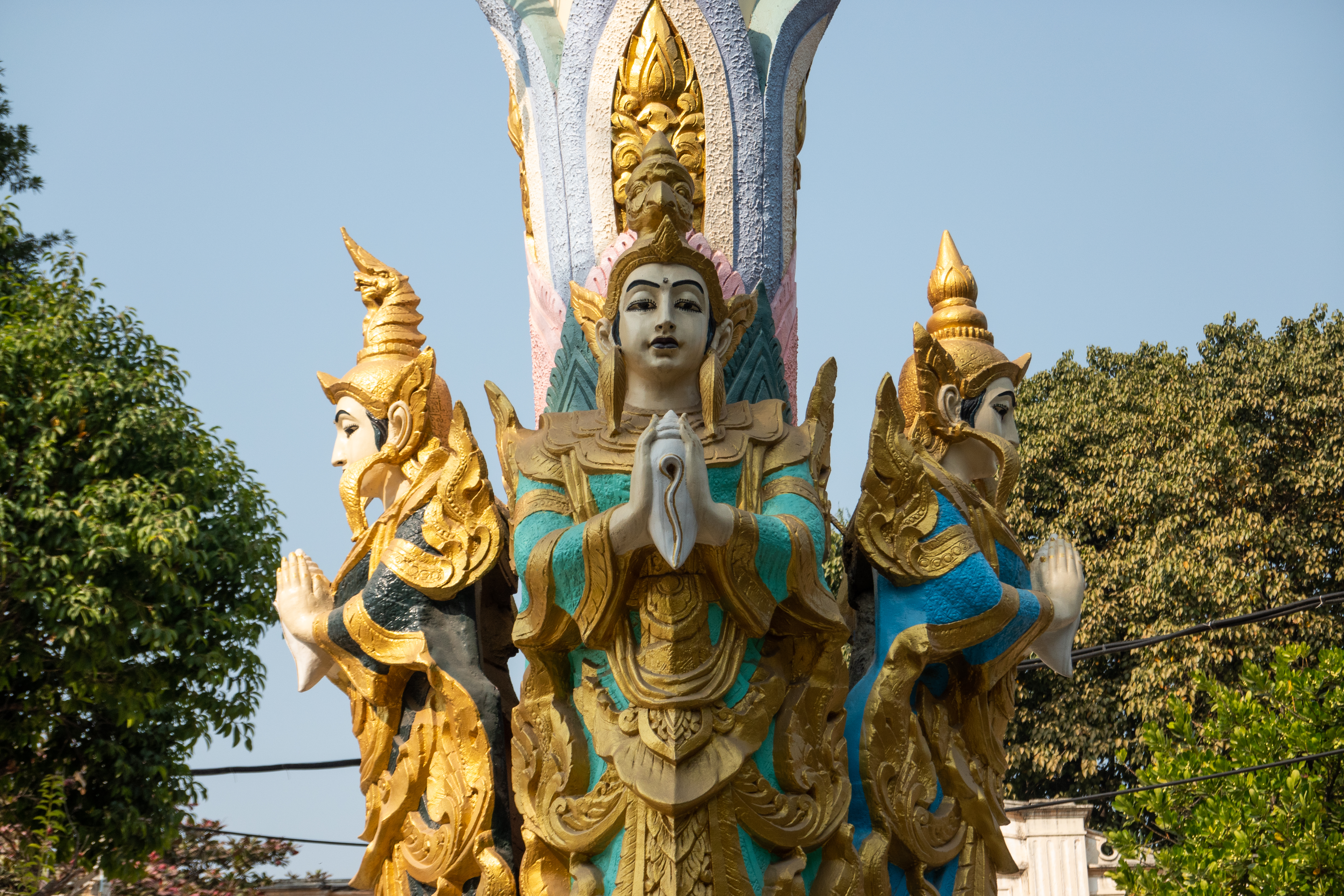
达贡丹（英语：Tagundaing）柱，象征本地精灵臣服于佛法。
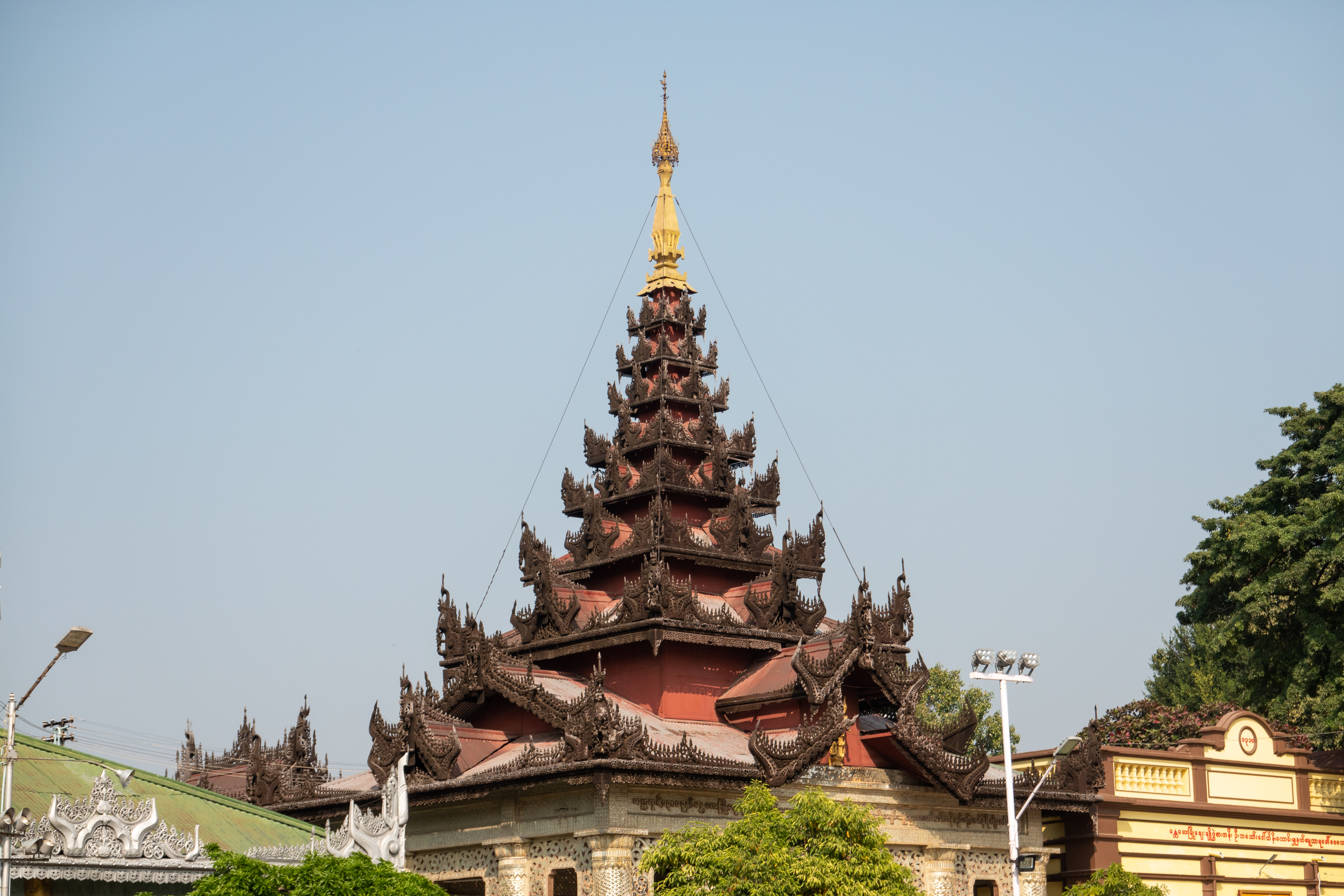
入口廊道处的比亚达塔